# Columbella labiosa
Columbella labiosa is een slakkensoort uit de familie van de Columbellidae. De wetenschappelijke naam van de soort werd in 1822 voor het eerst geldig gepubliceerd door George Brettingham Sowerby I.